# جائزة هولندا الكبرى 1978
جائزة هولندا الكبرى 1978 هو سباق فورمولا 1 أقيم بتاريخ 27 أغسطس 1978 في حلبة بارك زانتفورت. كان الثالث عشر من أصل 16 في بطولة العالم لسباقات الفورمولا واحد موسم 1978. حلّ الأمريكي ماريو أندريتي أولا.